# Eupelmus elgonensis
Eupelmus elgonensis är en stekelart som först beskrevs av Jean Risbec 1955.  Eupelmus elgonensis ingår i släktet Eupelmus och familjen hoppglanssteklar. Inga underarter finns listade i Catalogue of Life.